# Gornergratbahn
Gornergratbahn – szwajcarska wąskotorowa kolej zębata.

## Historia
Gornergratbahn jest pierwszą koleją zębata w Europie, zelektryfikowaną prądem trójfazowym. Została otwarta 20 sierpnia 1898 roku. Kolej wąskotorowa prowadzi na masyw Gornergrat, skąd można podziwiać widoki na Monte Rosa i Matterhorn.